# Bernhard Schlink
Bernhard Schlink, nemški pravnik in pisatelj  * 6. julij 1944, Großdornberg, Nemčija. 

## Otroštvo in družina
Schlinkov oče, Edmund Schlink, je bil profesor teologije, njegova teta, Basilea Schlink, je bila ustanoviteljica evangeličanskega reda, njegov stari oče, Wilhelm Schlink, pa profesor mehanike. Njegov brat, Wilhelm Schlink, je bil vse do upokojitve v zimskem semestru 2004/05, profesor za umetnostno zgodovino na univerzi v Freiburgu. 
Bernhardova družina se je kmalu po njegovem rojstvu preselila v Heidelberg, kjer je Bernhard preživel svoje otroštvo. Ima enega sina, ki je po poklicu zobozdravnik. 

## Bernhard Schlink kot pravnik
Bernhard Schlink je študiral pravo na  univerzi Ruprechta Karla v Heidelbergu in na Svobodni univerzi v Berlinu. Kot asistent znanosti je delal na univerzah v Darmstadtu, Bielefeldu in Freiburgu. Leta 1975 je bil v Heidelbergu promoviran za dr. prava (Naslov disertacije: Pomisleki v ustavnem pravu, izdana 1976) in habilitiran leta 1981 v Freiburgu v Breisgauu (z napisanim prispevkom o delitvi upravne oblasti, izdanim 1982). Pred združitvijo nemških državnih učiteljev prava je Schlink na zasedanju 1989 v Hannoveru poročal o razvoju ustavnega prava.
Od leta 1982 do 1991 je delal kot profesor javnega prava na univerzi Friedricha Willhelma v Bonnu, in od leta 1991 do 1992 kot profesor javnega prava, socialnega prava in filozofije prava na univerzi Johanna Wolfganga Goetheja v Frankfurtu. Od leta 1992 do 2009 je delal na Humboldtovi univerzi v Berlinu na Katedri za javno pravo in filozofijo prava. Nasledil ga je Christoph Möllers. Od leta 1987 do 2006 je bil Bernhard Schlink sodnik na ustavnem sodišču za deželo Severnega Porenja-Vestfalije v Münstru. V avgustu 2005 je zastopal zvezno vlado pred zveznim ustavnem sodiščem v postopku tožbe dveh poslancev iz zveznega parlamenta proti odločitvi predsednika Köhlerja, ki je želel razrešiti zvezni parlament in razpisati ponovne volitve.
Bernhard Schlink je član odbora prve nemške pravne spletne revije »Humboldt Forum Recht«. Trenutno stanuje v Berkshiru in v Berlinu.

## Bernhard Schlink kot pisatelj
Leta 1978 je Bernhard Schlink prejel vabilo od univerze v Provansi, kjer je tri mesece stanoval pri svojem prijatelju Walterju Poppu. Oba sta bila pogosta bralca kriminalnih romanov in bila trdno odločena napisati kakšnega tudi sama. Njun skupni roman Selbova pravica (Detektiv Selb in dolge sence preteklosti) obravnava 68-letnega zasebnega detektiva Gerharda Selba. Detektiva Selba je neka misija popeljala v njegovo preteklost, ko je v času nacionalsocializma delal kot državni tožilec.
Po uspehu prvenca so sledile Schlinkove knjige brez soavtorja, med njimi kriminalni roman Gordijska zanka (Die gordische Schleife), ki je bil dobitnik nagrade Friedricha Glauserja leta 1989. Tudi v tem romanu je protagonist nekdanji pravnik, Georg Polger, ki pri prevajanju konstrukcij vojaških helikopterjev zaide v vizir špijonažne mreže. Z romanom Selbova prevara, ki je bil nagrajen z nagrado za nemški kriminalni roman, in romanom Selbov uboj je Bernhard zaključil trilogijo o zasebnem detektivu Gerhardu Selbu.
Dorothea Nolte je o Schlinkovih Selbovih romanih izrazila mnenje: »So živahno napisani, pogosto smešni romani, prefinjeno grajene zgodbe, v katerih sta predstavljeni aktualna politika in zgodovina Nemčije. V pisanju kriminalnih romanov je Schlink videl možnost postaviti se nekemu problemu po robu in ga rešiti, kar lahko primerjamo z njegovo dejavnostjo kot pravnik. Prav tako lahko v dogajanju razberemo družbeno kritiko.«
Prva Schlinkova mednarodna uspešnica, roman Bralec, ki ni kriminalni roman, je bil izdan leta 1995. Roman je bil preveden v 39 jezikov, med katerimi se je ameriški izvod uvrstil na prvo mesto liste uspešnic New York Timesa. Bralec je dobil nagrado Hansa Fallade (1998), italijansko literarno nagrado Grinzane-Cavour (1997) ter nagrado Prix Laure Bataillon (1997). Leta 2008 je bil roman posnet v režiji Stephena Daldrya kot film z naslovom Bralec.
Tudi zbirka zgodb Ljubezenski pobegi je postala v letu 2000 uspešnica. Leta 2008 je Richard Eyre posnel zgodbo Drugi mož (Der Andere) iz zbirke zgodb Ljubezenski pobegi, z Liamom Neesonom, Antoniom Banderosom in Lauro Linney.
Po mnenju Beate Dreike Schlinkove knjige pogosto obravnavajo kompleksno pravico. V Selbovih romanih se zakon izkaže za neprimeren instrument zagotavljanja pravičnosti za pretekla kriminalna dejanja. Prav tako se tudi pri Bralcu postavlja vprašanje, kako soditi kaznivim dejanjem, ki so bila storjena v nekem drugem sistemu pravice. Tako ostaja knjiga v svojem položaju odprta, kar mu je prineslo tudi nekaj kritik.
Bernhard Schlink je na vprašanje, kje najde motivacijo za pisanje, v nekem intervjuju odgovoril: »Pišem iz istega razloga, zaradi katerega drugi berejo: Nihče noče živeti samo enega življenja.»

## Dela

### Pravne strokovne knjige
- Temeljne pravice (Grundrechte). Državno pravo 2. z Bodom Pierothom, 27. izdaja, C. F. Müller, Heidelberg 2011, ISBN 978-3-8114-9812-9
- Policijsko pravo in Redovno pravo s Sodnim pravom (Polizei- und Ordnungsrecht mit Versammlungsrecht), z Bodom Pierothom in Michaelom Knieselom, 7. izdaja, C. H. Beck, München 2012. ISBN 978-3-406-64345-3

### Leposlovje/Beletristika
- Selbova pravica (Selbs Justiz, 1987; sl. 2007). ISBN 3-257-21543-6
- Gordijska zanka (Die Gordische Schleife, 1988). Kriminalni roman, ISBN 3-257-21668-8
- Selbova prevara (Selbs Betrug, 1992; sl. 2007). ISBN 3-257-22706-X
- Bralec ('Der Vorleser, 1995; sl. 2001). ISBN 3-257-22953-4
- Ljubezenski pobegi (Liebesfluchten, 2000; sl. 2002). ISBN 3-257-23299-3
- Selbov uboj (Selbs Mord, 2001; sl. 2008). ISBN 3-257-23360-4
- Vrnitev domov (Die Heimkehr, 2006; sl. 2007). ISBN 3-257-86136-2
- Konec tedna (Das Wochenende, 2008; sl. 2009). ISBN 978-3-257-006633-3
- Poletne laži (Sommerlügen, 2010). ISBN 978-3-257-06753-8
- Misli o pisanju (Gedanken über das Schreiben, 2011), Heidelberška predavanja o poetiki (Heidelberger Poetikvorlesungen). ISBN 978-3-257-06783-5
- Die Frau auf der Treppe (2014). Roman, ISBN 978-3-257-06909-9.
- Olga (Olga, 2018; sl. 2020). Ljubezenski, zgodovinski roman, ISBN 978-3-257-07015-6.

### Spisi
- Domovina kot utopija (Heimat als Utopie, 2000). ISBN 3-518-06613-7
- Prepričanja o politiki, pravu, pisanju in mišljenju (Vergewisserungen über Politik, Recht, Schreiben und Glauben). ISBN 3-257-06483-7
- Krivda preteklosti. Prispevek k nemški temi. (Vergangenheitsschuld. Beiträge zu einem deutschen Thema). ISBN 3-257-06597-3

## Nagrade in priznanja
- 1989: Nagrada Glauser oz. Friedrich-Glauser-Preis »Skupina avtorjev nemško govoreče kriminalne literature« - Kartel za Gordijsko zanko.
- 1993: Nemška nagrada za kriminalke za roman Selbova prevara.
- 1995: Zvezda leta večernega nemškega časopisa Münchner Abendzeitung za Bralca.
- 1997: italijanska literarna nagrada Grinzane Cavour za Bralca.
- 1997: najbolje dotirana francoska nagrada za prevedeno literaturo Prix Laure Bataillon za Bralca. (nagrada avtorju Bernhardu Schlinku in prevajalcu Bernhardu Lortholaryu)
- 1998: nagrada Hansa Fallade za Bralca.
- 1999: Literarna nagrada časnika Welt za njegovo literarno delo.
- 2000: Časten dar družbe Heinricha Heineja.
- 2000: Evangeličanska knjižna nagrada za Bralca.
- 2000: Posebna kulturna nagrada japonskega dnevnega časopisa Mainichi Shimbun, ki je vsako leto podeljena takratni japonski uspešnici, za Bralca.
- 2004: Odlikovanje za državne usluge.

## Filmske upodobitve
- 2008 Bralec (Der Vorleser, The Reader)
- 2008 Drugi mož (Der Andere, The other Man)
- 2013 Konec tedna (Das Wochenende, The Weekend)